# Sredanci
Sredanci is een plaats in de gemeente Donji Andrijevci in de Kroatische provincie Brod-Posavina. De plaats telt 378 inwoners (2001).